# Ноубл (Мічиган)
Ноубл (англ. "Noble Township") — цивільне містечко округу Бранч у штаті Мічиган США. Населення за переписом 2010 року становило 520 осіб.
У переважно сільськогосподарському містечку немає об’єднаних муніципалітетів. Поіменованих населених пунктів та неформованих громад немає.

## Географія
У східній частині містечка є ряд невеликих озер, які впадають у річку Фавн, яка перетинає південно-східний край міста. Річка Прері омиває частину міста на північній стороні.
За даними Бюро перепису населення США, загальна площа містечка становить 21,4 квадратної милі (55,3 км2)  , з яких 20,2 квадратної милі (52,3 км2)   — суша і 0,39 квадратної милі (1,0 км2)  , або 1,74%, становить вода.

## Демографія
Згідно з переписом  2000 року, у місті мешкало 518 осіб у 170 домогосподарствах у складі 146 родин. Щільність населення становила 24,7 на квадратну милю (9,5/км 2). Було 185 житлових одиниць із середньою щільністю 8,8 на квадратну милю (3,4/км 2).
Расовий склад містечка становив 96,72% білих, 0,58% індіанців, 0,19% азіатів, 1,54% представників інших рас і 0,97% представників двох або більше рас. Латиноамериканці будь-якої раси становили 2,12% населення.
Було 170 домогосподарств, з яких 38,2% мали дітей віком до 18 років, 70,6% були подружніми парами, які проживали разом, 7,6% мали жіночу особу без чоловіка, а 14,1% не були сім’єю. 11,8% усіх домогосподарств складалися з окремих осіб, а в 5,9% проживали самотні особи віком 65 років і старше. Середній розмір домогосподарства становив 3,05 чоловіка, а середній розмір сім’ї — 3,30 чоловіка.
Населення містечка було розподілене: 29,5% було молодше 18 років, 8,9% — від 18 до 24 років, 28,0% — від 25 до 44 років, 22,0% — від 45 до 64 років, а 11,6% — віком від 65 років. Середній вік становив 34 роки. На кожні 100 жінок припадало 101,6 чоловіка. На кожні 100 жінок віком від 18 років припадало 103,9 чоловіків.
Середній дохід на одну сім’ю в містечку становив 40 625 доларів США, а середній дохід на сім’ю — 42 917 доларів США. Чоловіки мали середній дохід 31 094 долари проти 20 179 доларів для жінок. Дохід на душу населення в містечку становив 14 885 доларів США. Приблизно 11,3% сімей і 15,8% населення перебували за межею бідності, у тому числі 26,4% молодше 18 років і жоден із них старше 65 років.